# بين س. سولومون
بين س. سولومون (بالإنجليزية: Ben C. Solomon)‏ هو صحفي أمريكي، ولد في 1987.

## وصلات خارجية
- الموقع الرسمي